# Lipovšica
Lipovšica je naselje v Občini Sodražica.